# Nowosotnickij
Nowosotnickij (ros. Новосотницкий) – osiedle typu wiejskiego w zachodniej Rosji, w sielsowiecie bolszesołdatskim rejonu bolszesołdatskiego w obwodzie kurskim.

## Geografia
Miejscowość położona jest 5,5 km od centrum administracyjnego sielsowietu bolszesołdatskiego i całego rejonu (Bolszoje Sołdatskoje), 69,5 km od Kurska.
W granicach miejscowości znajduje się ulica Centralnaja (99 posesji).

## Demografia
W 2010 r. miejscowość zamieszkiwały 254 osoby.